# Zarządzanie kategoriami produktów
Zarządzanie kategoriami produktów (ang. category management) – w marketingu budowanie struktury towarowej w danej jednostce handlowej według grup towarowych.  
Istnieje bardzo wiele definicji zarządzania kategoriami, z których przytoczyć można kilka przykładowych:
1. Proces detalisty/dostawcy polegający na zarządzaniu kategoriami jako strategicznymi jednostkami biznesowymi, w celu wygenerowania polepszonych wyników ekonomicznych poprzez koncentrację na dostarczaniu wartości konsumentom. (Joint Industry Project on ECR)
2. Proces zarządzania produktami w ramach kategorii, traktowanej jako strategiczna jednostka biznesowa poprzez określanie cen, merchandisingu, promocji i miksu produktów w oparciu o cele kategorii, środowisko konkurencyjne oraz zachowania konsumentów. (Robert Blattberg, Northwestern Univ.)

W niektórych źródłach używa się także pojęcia „zarządzanie popytem”.
Istotą zarządzania kategoriami jest dostosowanie strategii i taktyk w zakresie asortymentu, ekspozycji, promocji i cen do sposobu myślenia konsumentów. Efektem powinno być zwiększenie sprzedaży, zysku lub koszyka zakupowego, poprawa lojalności klientów, optymalizacja zapasu za półce sklepowej (zmniejszenie zbędnych zapasów, przeciwdziałania brakom towarowym) itp.
Sposób myślenia klienta podczas procesu zakupowego ilustruje drzewo decyzyjne (ang. consumer decision tree). Utworzony na podstawie badań konsumenckich schemat ilustruje poszczególne poziomy podejmowania decyzji przez klienta, od zdefiniowania pierwszego poziomu np. jaką potrzebę chcę zaspokoić, aż do najbardziej szczegółowych (jaki ma być smak, marka, sposób pakowania itd.). Drzewa decyzyjne poszczególnych kategorii produktów znacznie różnią się między sobą. 
Zarządzanie kategorią oparte jest w dużej mierze na współpracy detalisty i dostawcy (producenta). Projekty realizowane w tym zakresie bardzo często powodują dużo bardziej zaawansowaną, dojrzałą i otwartą kooperację tych dwóch stron, często powodując znaczną redukcję rozbieżności interesów, a co za tym idzie zmniejszenie stopnia agresywności samych negocjacji handlowych.
Najbardziej znaną formą projektów zarządzania kategorią jest przygotowany na podstawie analiz danych sprzedażowych detalisty, danych rynkowych oraz badań konsumenckich (w tym konsumenckiego drzewa decyzyjnego) planogram stanowiący graficzne odzwierciedlenie półki w sklepie, zapewniające rozmieszczenie towarów maksymalizujące sprzedaż zgodnie z założeniami projektu.